# インフレータブルボート

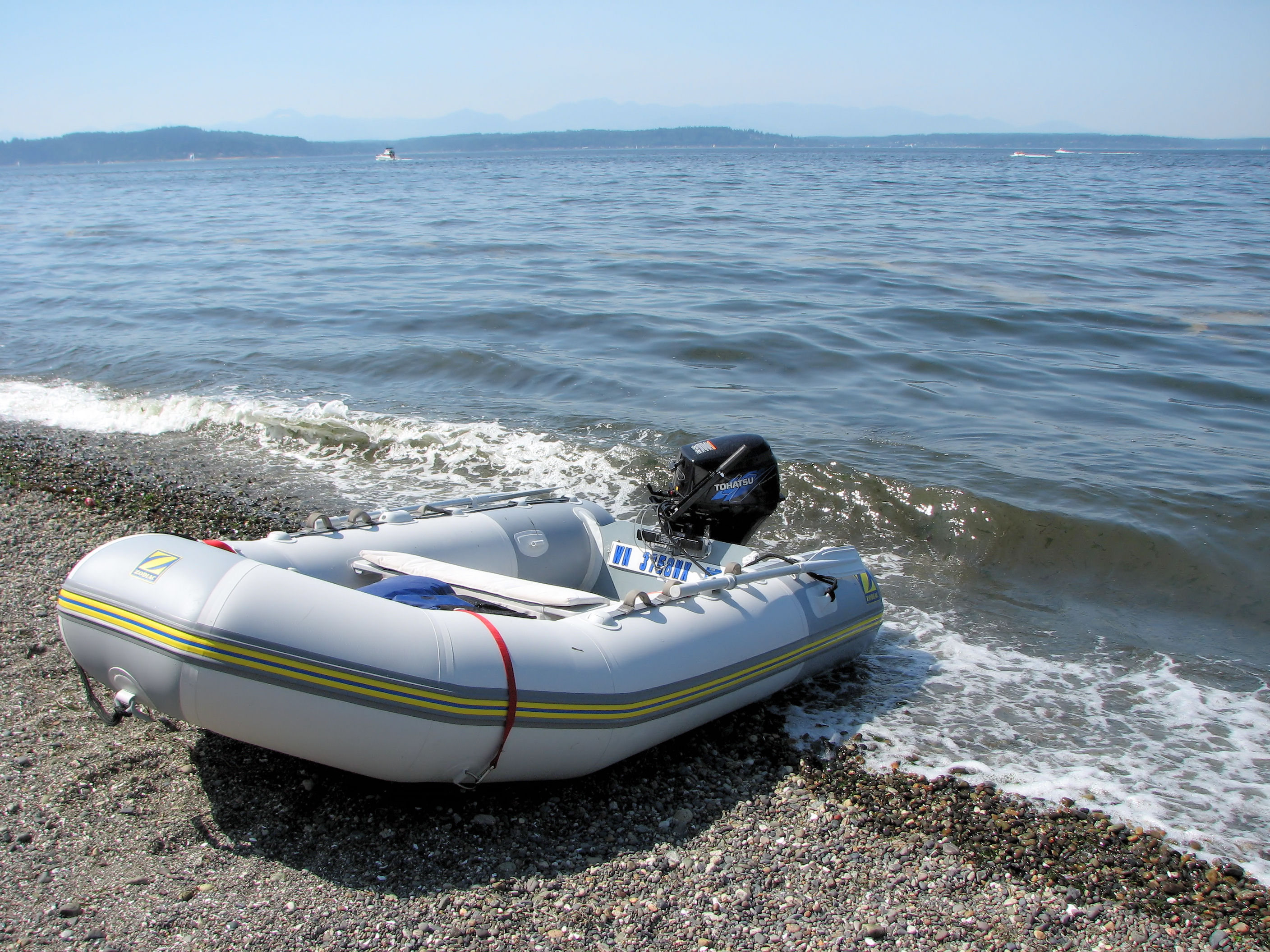
ゾディアック社製のインフレータブルボート

インフレータブルボート（英: inflatable boat）は、空気の入った気密性のチューブで作られた水上を航行する小型船舶（ボート）。通称ゴムボートと呼ばれる。ライフセーバーが用いるIRB（インフレータブルレスキューボート）もこれに含まれる。
使用しない時は空気を抜き、長さや厚みを小さくして収納・輸送できる特長（高い収納性、可搬性）がある。そのため、運搬にライトトレーラーなどの特殊な車両も不要である。また、人力で運べるものもあり、他の工法で造船された同程度の寸法のボートと比べると軽量、安価である。
用途としては
- 単に他の船舶と同じものとして使う。
- 中・大型船が航行できない浅い水域の移動（船底が平らなため）。
- 魚釣りやレジャー（安価、収納性、可搬性）。
- 特殊部隊の上陸や渡河などの軍事用（収納性、可搬性、秘匿性）。
- 救命ボート(収納性、可搬性)。
- プールや海水浴場などの浮き輪やビーチボールなどの玩具として（浮き輪のバラエティの一つとして。）。

など多岐にわたる。

## 構造
チューブの材質は、合成繊維（ポリエステル・ナイロン）の布に気密性材料のPVC（ポリ塩化ビニール）・合成ゴム（ハイパロン・エコストロン）を何層にも貼り合わせて製造される。玩具や簡易的なレジャー用では繊維など強化材が入っていないPVCが使われる。
推進機関は様々。小型艇の人力による艪・櫂・オール・パドルから、小-大型艇のガソリンエンジンの船外機による、スクリュープロペラ・ウォータージェット推進まである。浮き輪として使われるものは乗員などが押すなどする。
船底の材質も様々で、FRP（繊維強化プラスチック）を使用した折り畳み不可能なものや、耐水合板・アルミニウムを使用し、格納時には取り外して折り畳めるもの、空気注入式で収納効率に優れるものと様々である。また、船底が硬質素材のものは、特に複合艇と呼ばれる。強度を重視しない玩具や簡易的なレジャー用ではチューブ部分と同じ素材が使われている。
空気の代わりに硬質ウレタンフォームを充填し、タイヤのパンクのような空気漏れによる浮力の低下・喪失を防ぐタイプも開発されている。               

## メーカー
製造メーカーは、日本国外ではゾディアック（フランス）、エイボン（イギリス）、国内ではアキレス、ジョイクラフト、ゼファーボート（2018年8月に廃業）、バイソンウェーブ（2019年2月にゼファーボートの元社員によって設立された新会社、旧ゼファーボートの製品を引き続き生産すると共に修理、新製品の開発も継続中)
などが有名。
国産メーカー3社のチューブ材質には特色があり、最大手のアキレスが、普及品のPVC引布-高級品のハイパロン製ゴム引布を使用した製品まで展開しているのに対し、新興のジョイクラフト、ゼファーボート/バイソンウェーブの2社は、PVC引布を使用した製品を主力に展開している。